# Cercocebus chrysogaster
El mangabey de vientre dorado (Cercocebus chrysogaster) es una especie de primate catarrino de la familia Cercopithecidae endémica de la República Democrática del Congo al sur del río Congo. Previamente se le consideraba una subespecie del mangabey ágil. Casi no hay publicaciones sobre la especie, y lo poco que se sabe sobre su comportamiento procede de observaciones de individuos en cautividad. 
La única fotografía tomada en libertad puede verse en este artículo. En "Enlaces externos" puede accederse a la única filmación en libertad que se conoce. 

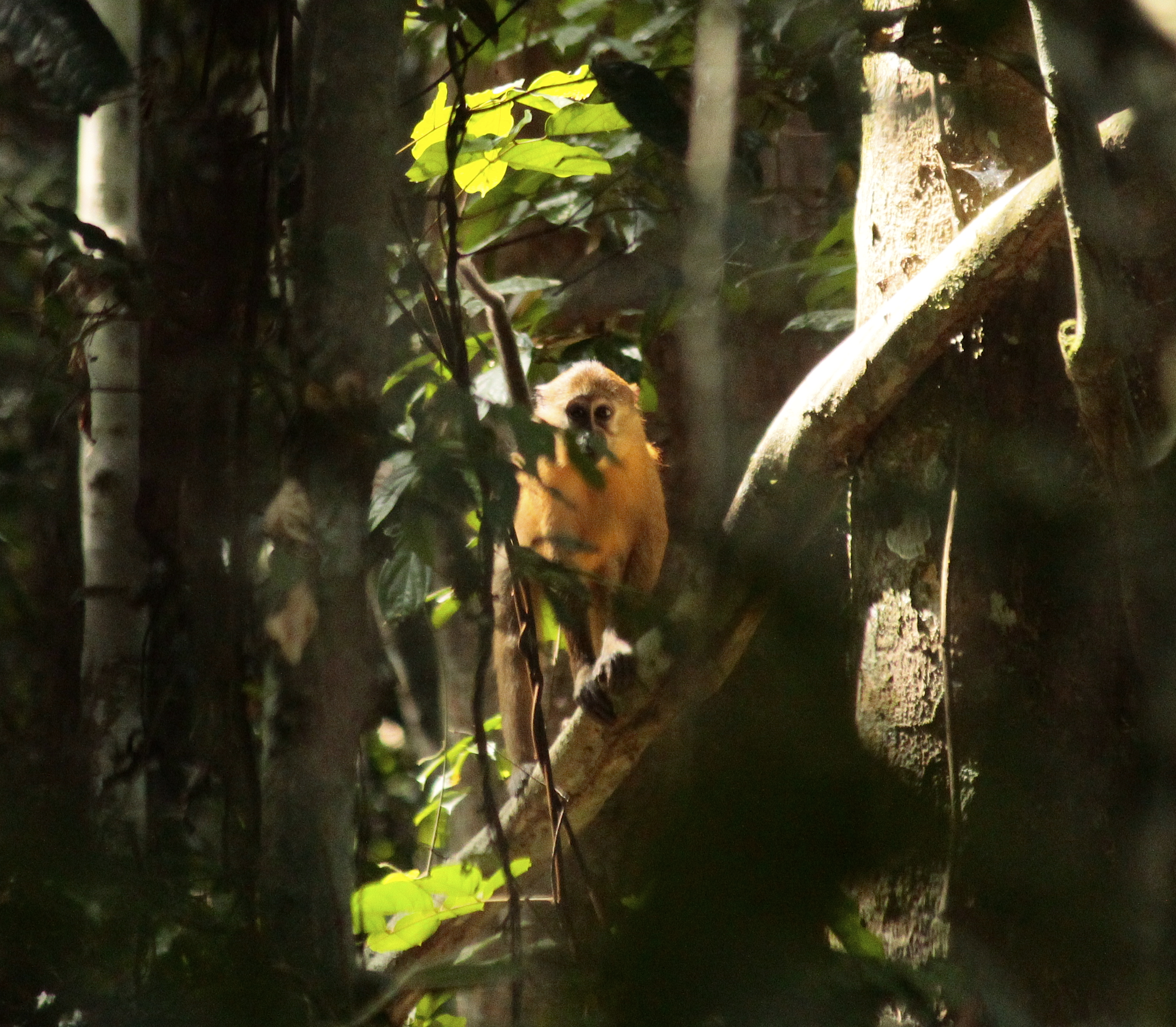
Mangabey de vientre dorado salvaje